# Jann Haworth
Jann Haworth est une artiste plasticienne pop américaine, née à Hollywood en 1942, résidant à Londres de 1961 à 1997, vivant et travaillant depuis 1997 à Sundance ou à Salt Lake City (Utah, États-Unis).
Jann Haworth est la cocréatrice (avec son époux, Peter Blake) de la couverture de l'album des Beatles : Sgt. Pepper's Lonely Hearts Club Band (1967).

## Biographie[1]

### À Hollywood: formation
Jann Haworth est née à Hollywood (États-Unis) en 1942. Sa mère, Miriam, est peintre, graveuse et céramiste. Son père, Edward (Ted) Haworth est directeur artistique pour des studios cinématographiques et il a participé à des films très importants tels que L'Inconnu du Nord-Express (1951), L'Invasion des profanateurs de sépultures (1956) ou Poltergeist 2 (Poltergeist II: The Other Side) (1986). Ted Haworth a gagné l'oscar du meilleur directeur artistique pour Sayonara en 1957 ; il est nommé pour Certains l'aiment chaud (1959) et Le Jour le plus long (1962). Les parents de Jann divorcent quand elle a six ans. Quand elle est confiée à son père, Ted l'emmène sur ses lieux de travail : elle voit alors comment sont tournés les films à Hollywood ; elle est particulièrement marquée par l'observation de la fabrications des décors de films. Pendant sa jeunesse, Jann Haworth apprend de sa mère artiste à coudre ses vêtements et elle acquiert le niveau technique d'une couturière professionnelle. Jann Haworth commence ses études artistiques au Département d'Art de l'Université de Californie (Los Angeles, 1959-1961). En 1961, Ted Haworth part en Europe pour participer au tournage du Jour le plus long, Jann décide alors de poursuivre ses études artistiques à Londres, à l'Institut Courtauld (1961) et à l'école d'art Slade (1962-1963).

### À Londres: pop art, années 1960
L'Angleterre était sortie de la guerre très appauvrie et déprimée. Par réaction, Londres est alors le siège d'une révolution artistique dont les éléments les plus célèbres sont les groupes de chanteurs pop : les Beatles, les Rolling Stones ou les Who. Cette effervescence est contemporaine du mouvement Pop Art dont les fondateurs depuis 1952 sont justement des artistes anglais comme Richard Hamilton ou Eduardo Paolozzi. En 1961, l'exposition Young contemporaries où apparaissent David Hockney, Peter Blake, Derek Boshier, Patrick Caulfield, Allen Jones, Peter Phillips, Anthony Donaldson et R. B. Kitaj sert de manifeste au mouvement Pop. Jann Haworth connaît bientôt des artistes de ce mouvement (Richard Hamilton est un ancien élève de l'école Slade) auquel elle participe naturellement. À partir de 1962, elle invente son univers et son style. Son univers est résolument féministe. Son style prend sa source dans sa compétence de couturière avec ses soft sculptures (sculptures molles), qu'on peut définir comme des "objets 3D" réalisées en tissus cousus qu'elle réalise dès 1962 et expose à partir de 1963 lors d'expositions collectives à l'Institute of Contemporary Arts puis par des expositions personnelles, en particulier dans la galerie de Robert Fraser en 1966 et 1969. En 1963, Jann Haworth a épousé Peter Blake, un des leaders du mouvement Pop anglais.

### Pop art et pop music: la pochette de l'albumSgt. Pepper's Lonely Hearts Club Band
Le galeriste Robert Frazer est aussi le producteur des Beatles et, en 1967, il propose que Peter Blake et Jann Haworth conçoivent et réalisent le décor, mêlant réalisation "3D" et figures "2D", où poseront les Beatles pour la photo (juin 1967) qui ornera la très célèbre pochette de l'album Sgt. Pepper's Lonely Hearts Club Band. En 1968 Jann Haworth et Peter Blake remportent le Grammy Awards de la meilleure pochette d'album. Cette image est devenue une "icône" ; elle est universellement connue. Dans le domaine artistique, elle symbolise la vivacité du mouvement pop anglais des années 1960. En particulier on peut voir, tout à droite et à mi-hauteur de la pochette, deux sculptures en tissus typiques des œuvres de Jann Haworth pendant cette période : une grand-mère en second plan, et une petite fille en premier plan (il s'agit d'un portrait de l'actrice-enfant Shirley Temple dont le chandail porte l'inscription : "Welcome The Rolling Stones").
Par la suite, Jann Haworth a travaillé avec le groupe de rock britannique The Who. Ainsi elle a participé à deux productions de l'Opéra-rock Tommy pour lesquelles elle a réalisé des décors, accessoires et costumes.

### À Londres: de la fin des années 1960 aux années 1990
Jann Haworth devient une des figures reconnues du mouvement Pop anglais, et (avec Pauline Boty, 1938-1966) une des artistes femmes les plus connues de Londres.
En 1975, Jann Haworth et Peter Blake fondent la Fraternité des Ruralistes avec Ann et Graham Arnold, David Inshaw, et Annie and Graham Ovenden. En 1979, Peter Blake et Jann Haworth constatent qu'il est difficile à un couple faisant tous les deux carrière d'artistes reconnus de vivre ensemble ; ils se séparent.
La période est difficile pour les artistes pop anglais (beaucoup s'exilent), les amateurs d'art anglais ne soutenant pas ses artistes, à l'opposé de ce qui se passe aux États-Unis où les artistes pop sont très encouragés et médiatisés. Jann Haworth cumule le handicap d' « être une artiste femme dans un milieu artistique anglais dominé par les hommes ».
Entre 1979 et 1989 elle publie et illustre neuf livres pour enfants écrits par son second mari, Richard Severy. En 1993 et 1995 la galerie Gimpel Fils (Londres) organise deux grandes expositions consacrées à Jann Haworth. Un grand changement intervient en 1996, quand elle reçoit le prix Robert Fraser qui lui attribue une bourse d'études à l'étranger : elle part aux États-Unis, dans l'Utah, à Sundance et Salt Lake City.

### En Utah: des années 1990 à aujourd'hui
À partir de 1997, Jann Haworth vit dans l'Utah (États-Unis), à Sundance ou à Salt Lake City. À Sundance, en 1997, elle crée l'école Art Shack et en 1999 commencent les activités du Recycled Hot Glass Studio. En 2000, elle cofonde la Sundance Mountain Charter School devenue la Soldier Hollow Charter School.
Jann Haworth est impliquée dans trois grands projets publics :
- Le Projet 337.
- Le projet SLC Pepper Mural qu'elle a initiée.
- Le "mural" On Brodway.

Les années 2000 voient la notoriété de Jann Haworth grandir considérablement. Les grandes institutions découvrent son rôle pionnier dans le mouvement Pop du début des années 1960 et cherchent à revaloriser son statut de femme-artiste dans un monde artistique très masculin. Elle est représentée dans les grandes rétrospectives du Pop Art, en particulier celles qui mettent en valeur l'importance historique du Pop Art anglais et le rôle des femmes-artistes : Pop Art UK (Modène, 2004), Pop Art and the 60s (Londres, 2004), British Pop (Bilbao, 2005), Pop Art! 1956-1968 (Rome, 2007), Seductive Subversion: Women Pop Artists, 1958-1968 (Philadelphie, 2009), Hyper-Realism (Vienne, Budapest, Allemagne, 2010-2011), Power Up - Female Pop Art (Wien, 2010-2011), Pop Art in Europa (Nijmegen, 2012). Des expositions personnelles sont organisées à Sundance et Salt Lake City (2000 et 2008), Londres (2006), Paris (2008 et 2012). Le musée de Wolverhampton (U. K.) lui consacre une rétrospective en 2009. La Tate Gallery (Londres) fait entrer des œuvres historiques de Jann Haworth (années 1960) dans ses collections : Beads and Background (1963) et Mae West, Shirley Temple & W. C. Fields (1967).

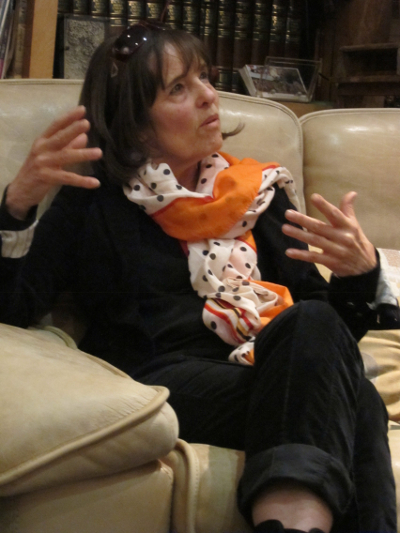
Jann Haworth à Paris en septembre 2012.

## L'Œuvre de Jann Haworth

### Illustrations pour des livres
Jann Hayworth a illustré neuf livres de son second mari, Richard Johnstone, qui publiait des livres, souvent pour enfants, sous le pseudonyme Richard Severy, dont : Mystery Pig (1983), Unicorn Trap (1984), Rat's Castle (1985), High Jinks (1986), Burners and Breakers (1987), Sea Change (1987).
Jann Hayworth a créé les illustrations de couverture de plusieurs pièces de Shakespeare pour la classique édition Arden (deuxième série publiée par Methuen) en 1981.
Elle a créé trois livres d'art pour enfants : Paint (1993), Collage (1994), et Painting and Sticking (avec Miriam Haworth, 1995).

## Principales exposition

### Expositions personnelles
- 1966 et 1969 : Robert Fraser Gallery, Londres
- 1966 : Galerie 20, Amsterdam
- 1968 : Studio Marconi, Milan
- 1971 : Sidney Janis Gallery, New York
- 1972 : Arnolfini Gallery, Bristol
- 1974 : Waddington Galleries, Londres
- 1993 et 1995 : Gimpel Fils Gallery, Londres
- 2000 : Sundance Screening Room, Utah
- 2006 : James Mayor, Londres
- 2008 : Library Moshe Safdie Gallery, Salt Lake City
- 2008 et 2012 les yaourts nature
- 9 Rétrospective Jann Haworth, musées de Wolverhampton, Grande-Bretagne

### Expositions collectives (très brève sélection)
- 1963 : Four Young Artists, Institute of Contemporary Arts, Londres
- 1963 : Young Contemporaries, Londres
- 1968 : Works from 1956 to 1967, Clive Barker, Peter Blake, Richard Hamilton, Jann Haworth et Colin Self, Robert Fraser Gallery, Londres
- 1970 : Figure Environments, Walker Art Center, Minneapolis; également au Cincinnati Art Museum (Ohio) et au Dallas Museum of Fine Arts (Texas)
- 1994 : Worlds in a Box, Whitechapel, Londres, Sainsbury Center et City Gallery, Sheffield
- 2004 : Art and The 60’s, Tate Great Britain, Londres

### Présences dans des rétrospectives du pop art (sélection)
- Pop Art UK, Modène, 2004
- Pop Art and the 60s: This Was Tomorrow, Londres, 2004
- British Pop, Bilbao, Musée des Beaux-Arts, 2005
- Pop Art! 1956-1968, Rome, 2007
- Seductive Subversion: Women Pop Artists, 1958-1968, Philadelphie, 2009
- Hyper-Realism, MUMOK, Vienne, Budapest et Allemagne, 2010-2011.
- Power Up - Female Pop Art, Kunsthalle Wien Museumsquartier (5 novembre 2010 - 8 mars 2011)
- Pop Art in Europa, Museum het Valkhof, Nijmegen (2012)

### Sur le Wikipédia en français
- Pop Art, Richard Hamilton et Eduardo Paolozzi, David Hockney, Patrick Caulfield, Allen Jones, Peter Phillips et Peter Blake.
- La pochette de l'album Sgt. Pepper's Lonely Hearts Club Band des Beatles.
- Robert Redford et le Festival du film de Sundance.

### Sur le Wikipédia en anglais
- Soft sculpture.
- Le galeriste et producteur Robert Fraser.
- Artistes Pop en Grande-Bretagne, Young contemporaries, Pauline Boty, Derek Boshier et R. B. Kitaj.
- Grammy Awards des meilleures pochettes d'album : voir l'année 1968 (Graphic Arts).